# Lispe serotina
Lispe serotina este o specie de muște din genul Lispe, familia Muscidae, descrisă de Wulp în anul 1896. Conform Catalogue of Life specia Lispe serotina nu are subspecii cunoscute.